# Lecythis lurida
Lecythis lurida é uma espécie de lenhosa da família Lecythidaceae.
Nomes populares: inuíba-vermelha
Apenas pode ser encontrada no Brasil.
Está ameaçada por perda de habitat.